# Hutzenstube
Die Hutzenstube ist ein erzgebirgisch-vogtländischer Begriff. Er bezeichnet einen Raum im Wohnhaus, in dem die Klöpplerinnen ihrer Arbeit nachgingen.
Ursprünglich trafen sich die Klöpplerinnen bei ihren Nachbarn zu ihrer Arbeit, der Rix (‚Reihe‘), um in der Geselligkeit Heizkosten zu sparen. Bei dieser Arbeit wurde viel gesungen, und es entstanden viele Reime. So wurde die Hutzenstube zur Wiege des erzgebirgischen Mundartliedes. Unter anderem thematisieren die bekannten Lieder Da Uf'nbank und der Hutz'nmarsch das Treiben in der Bauernstube. Ursprünglich wurden in der Hutzenstube beim Federnschleißen auch die Gänse- und Entenfedern für die Daunenbetten sortiert und von den Kielen befreit. Am Abend kamen dann die Männer und Burschen vorbei und blieben auf e Dippel Gaffee (‚eine Tasse Kaffee‘) und Bäbe (‚Rührkuchen‘) und sangen mit den Frauen.
Aus dieser Tradition sind die heutigen Hutzenabende entstanden, die meistens in Gaststätten mit viel Gesang und erzgebirgischer Kost stattfinden. In Zwönitz und im vogtländischen Treuen finden regelmäßig Hutzentage statt.
Bekannte Mundartdichter und -sänger sind zum Beispiel Max Wenzel, Anton Günther, Max Nacke und Christian Friedrich Röder.